# Bagapura
Bagapura es un pueblo ubicado en el distrito de Bhopal de Madhya Pradesh, India. Se encuentra en el tehsil de Berasia.

## Demografía
Según el censo de India en 2011, Bagapura tiene 117 hogares. La tasa de alfabetización efectiva (es decir, la tasa de alfabetización de la población excluyendo a los niños de 6 años o menos) es del 62,94%.
|                                                                  | Total | Hombre | Mujeres |
| ---------------------------------------------------------------- | ----- | ------ | ------- |
| Población                                                        | 613   | 323    | 290     |
| Niños menores de 6 años                                          | 103   | 57     | 46      |
| Casta registrada                                                 | 32    | 16     | 16      |
| Tribu registrada                                                 | 0     | 0      | 0       |
| Alfabetizados                                                    | 321   | 207    | 114     |
| Trabajadores (todos)                                             | 342   | 176    | 166     |
| Principales trabajadores (total)                                 | 319   | 170    | 149     |
| Principales trabajadores: Cultivadores                           | 298   | 155    | 143     |
| Principales trabajadores: Jornaleros                             | 10    | 7      | 3       |
| Trabajadores principales: Trabajadores de la industria del hogar | 0     | 0      | 0       |
| Trabajadores principales: Otro                                   | 11    | 8      | 3       |
| Trabajadores marginales (total)                                  | 23    | 6      | 17      |
| Trabajadores marginales: Cultivatores                            | 11    | 2      | 9       |
| Trabajadores marginales: Jornaleros                              | 12    | 4      | 8       |
| Trabajadores marginales: Trabajadores de la industria del hogar  | 0     | 0      | 0       |
| Trabajadores marginales: Otros                                   | 0     | 0      | 0       |
| Desempleados                                                     | 271   | 147    | 124     |